# Osterrade
Osterrade ist eine Gemeinde im Kreis Dithmarschen in Schleswig-Holstein.

## Geografie

### Lage
Die Gemeinde Osterrade liegt auf der nordostwärtigen Dithmarscher Geest und erstreckt sich in die Moorniederungen der Gieselau und Eider.

### Gemeindegliederung
Die Gemeinde besteht aus den Ortsteilen Christianshütte, Heinkenstruck, Jützbüttel, Osterrade, Redder, Schormoor und Süderrade.

### Nachbargemeinden
Nachbargemeinden sind im Uhrzeigersinn im Nordwesten beginnend die Gemeinden Süderdorf und Wrohm (beide im Kreis Dithmarschen), Hamdorf und Oldenbüttel (beide im Kreis Rendsburg-Eckernförde) sowie Offenbüttel, Bunsoh und Immenstedt (alle wiederum im Kreis Dithmarschen).

## Geschichte
In der Gemeinde gibt es eine Gedenkstätte für die während des Ersten Weltkriegs im Arbeitslager Süderrade gestorbenen russischen Kriegsgefangenen (Lage).
Am 1. April 1934 wurde die Kirchspielslandgemeinde Albersdorf aufgelöst. Alle ihre Dorfschaften, Dorfgemeinden und Bauerschaften wurden zu selbständigen Gemeinden/Landgemeinden, so auch Osterrade.

## Eingemeindungen
Am 1. Januar 1974 wurden die bis dahin selbständigen Gemeinden Jützbüttel und Süderrade eingegliedert.

## Politik

### Gemeindevertretung
Bei der Kommunalwahl am 14. Mai 2023 wurden insgesamt neun Sitze vergeben. Von diesen erhielt die Allgemeine Wählervereinigung Osterrade sechs Sitze und die Aktive Bürgergemeinschaft Osterrade drei Sitze.

### Wappen
Blasonierung: „In Silber über einem roten Dreiberg, der mit einem silbernen Schlüssel mit dem Bart links und unten belegt ist, schräg gekreuzt ein roter Torfspaten mit dem Blatt oben und eine rote Rodungshacke.“
Der Dreiberg steht für die drei ehemaligen Dorfschaften Osterrade, Jützbüttel und Süderrade. Osterrade ist der älteste urkundlich bezeugte Ort im Kirchspiel Albersdorf durch die 1272 erwähnte Peterskapelle. Diese wird durch den Petrusschlüssel symbolisiert. Die Rodungshacke weist auf die beiden Rodungsorte Oster- und Süderrade hin, der Torfspaten auf die beiden im Moor gelegenen Ortsteile Christianshütte und Schormoor. Die Farbgebung leitet sich aus den Dithmarscher Landesfarben ab.

## Bilder

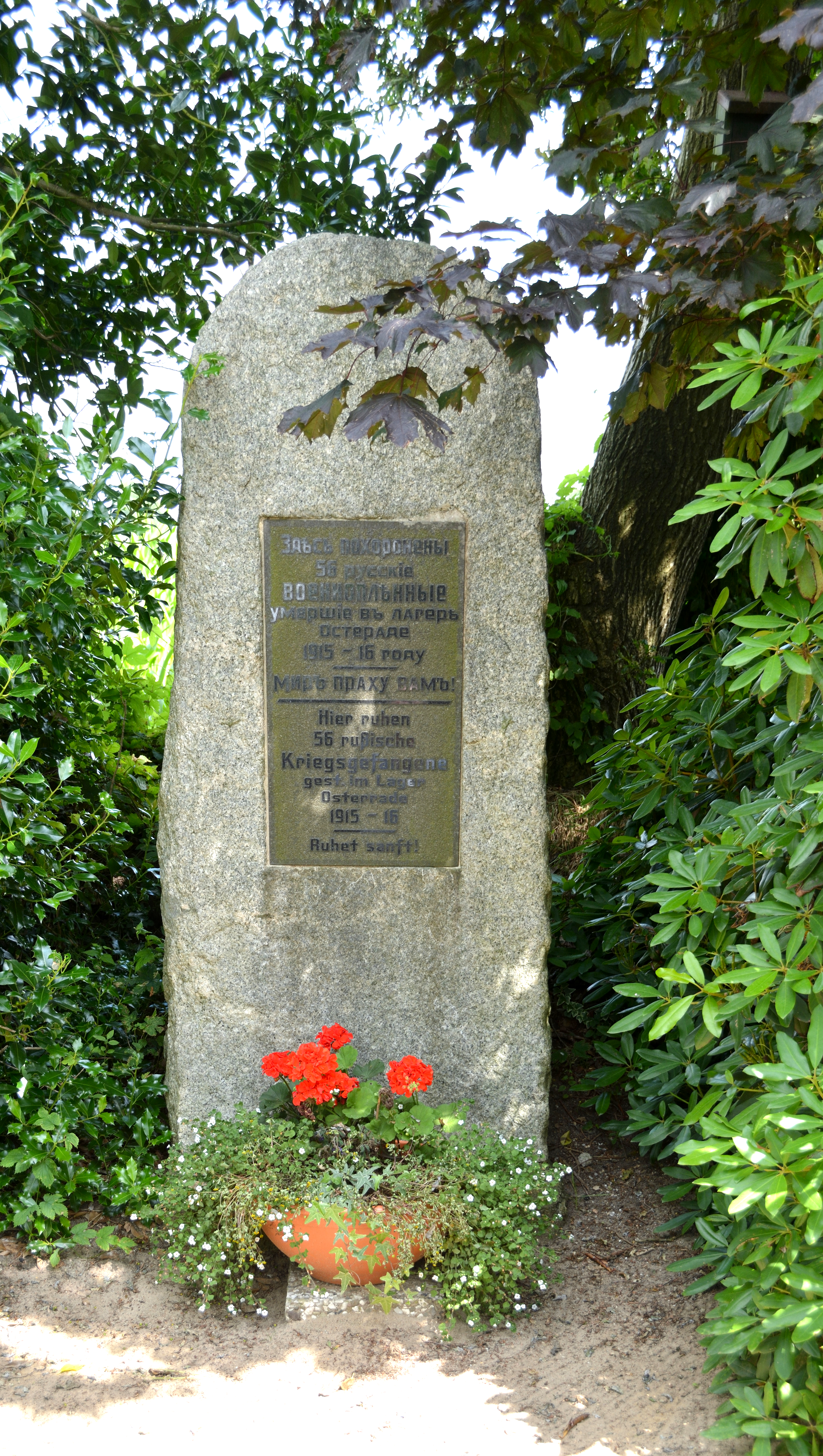
Gedenkstätte